# Раменки (станция метро)
«Ра́менки» — станция Московского метрополитена на Солнцевской линии. Расположена в одноимённом районе (ЗАО), близ улиц Раменки и Раменский бульвар, по которым и получила название. Открыта 16 марта 2017 года в составе участка «Парк Победы» — «Раменки». Колонная двухпролётная станция мелкого заложения с одной островной платформой.

## История

### Проекты
Впервые станция «Раменки» упоминается в 1965 году, когда был представлен проект Солнцевского радиуса, который в то время предполагался как продолжение Арбатско-Покровской линии от станции Киевская. Однако ещё на генеральной схеме развития Московского метро 1938 года присутствует перспективная станция Фрунзенского радиуса, обозначенная приблизительно в этом же месте.
Станция с рабочим названием «Раменки» была предусмотрена проектом продления в Солнцево Арбатско-Покровской линии от станции «Парк Победы», разработанным институтом «Метрогипротранс» в начале 1990-х годов. В варианте трассировки линии вдоль Минской улицы и Мичуринского проспекта она предлагалась на пересечении с Винницкой улицей, а согласно варианту трассировки через Матвеевское станция должна была быть сдвинута на 200 метров юго-западнее. В обоих случаях станция «Раменки» предлагалась мелкого заложения. Для варианта строительства скоростной линии Мытищи — Солнцево хордового направления, проходящей через проектировавшуюся третью станцию «Парк Победы» (перпендикулярную к двум строившимся) и выходящей на ось Мичуринского проспекта, станция в Раменках исключалась с целью увеличения скоростных характеристик.
Проекты Солнцевского радиуса середины 2000-х годов базировались на первом из этих вариантов, назвать станцию при этом предлагалось «Винницкая улица». По проектам Солнцевской линии 2011 года, реализуемым на данный[уточнить] момент, станция под названием «Раменки» располагается под газоном между проезжими частями Мичуринского проспекта у примыкания к нему Винницкой улицы.

### Строительство станции
В IV квартале 2011 года огородили строительную площадку, строительство началось в апреле 2012 года. Работы по строительству станции велись на участке Мичуринского проспекта, на разделительном газоне встречных направлений, было отгорожено по полторы полосы в обоих направлениях, котлован станции находился прямо под проезжей частью. Строительные работы были завершены к концу 2016 года.

### Строительство перегонных тоннелей
31 мая 2013 года началась проходка левого перегонного тоннеля от станции «Раменки» в сторону «Ломоносовского проспекта» при помощи ТПМК «Светлана». 15 декабря того же года он вышел в демонтажной камере «Ломоносовского проспекта», после чего 17 декабря началась проходка правого перегонного тоннеля в обратную сторону, которая также успешно завершилась 2 июля 2014 года. Длина перегона между станциями составляет 1189 метров.

### Ввод в эксплуатацию
- 30 декабря 2016 года мэр Москвы Сергей Собянин провёл технический пуск участка метро «Деловой центр» — «Раменки» Солнцевской линии[13].
- С начала 2017 года производилась обкатка нового участка без пассажиров с достройкой отдельных частей станций. Изначально планировалось открыть новый участок для пассажиров вскоре после технического запуска в течение февраля[14][15], однако сроки обкатки линии и пусконаладочных работ затянулись на 2,5 месяца.
- Станция открылась 16 марта 2017 года[16] в составе участка «Парк Победы» — «Раменки», после ввода в эксплуатацию которого в Московском метрополитене стало 206 станций.

### Продление линии на запад
Станция оставалась конечной недолго. 30 августа 2018 года открылся следующий участок Солнцевской линии — от станции «Раменки» до станции «Рассказовка». Следующей станцией стала станция «Мичуринский проспект». Перегонный тоннель между этими станциями был пройден при помощи ТПМК «Наталья» в июне 2017 года, длина которого составила 640 метров.

## Расположение и вестибюли
Станция находится в районе Раменки, на пересечении Винницкой улицы и Мичуринского проспекта. Имеет два подземных вестибюля, связанных с платформой эскалаторами и совмещённых с подземными переходами, ведущими на обе стороны Мичуринского проспекта. Из них на уровень земли ведёт в общей сложности семь лестничных спусков, накрытых пятью типовыми стеклянными павильонами. Северо-восточный выход совмещён с блоком помещений отдыха локомотивных бригад. Доступность маломобильным пассажирам обеспечивают лифты с платформы до уровня вестибюлей и из переходов до уровня земли, также предоставляя возможность пересечь проспект.

## Архитектура и оформление
«Раменки» построены по типовому проекту, предложенному ОАО «Метрогипротранс» для станций участка «Минская» — «Очаково». Проект был разработан авторским коллективом под руководством Леонида Борзенкова, в который вошли Михаил Волович, Сергей Костиков, Тамара Нагиева, Наталья Солдатова, Василий Уваров, Игорь Земляницкий и Галина Джавадова.
Все станции открывшегося участка, а также некоторые строящиеся, являются колонными двухпролётными мелкого заложения с одной островной платформой шириной 12 метров. На потолке, путевых стенах и обращённых к ним гранях колонн расположены многослойные металлические панели с ячеистым заполнением и шлифованной поверхностью нейтрального серого цвета, часть стен вестибюлей выполнена из объёмного глазурованного керамического камня тех же тонов. Станции отличаются друг от друга фоновым цветом и тематическими рисунками подсвеченных стеклянных панелей, которые проект предусматривает на некоторых стенах вестибюлей и обращённых к выходам гранях платформенных колонн, причём рисунок переходит с одной колонны на другую. Для станции «Раменки» предложены «абстрактные силуэты деревьев на зелёном фоне, напоминающие о некогда бывших в этой местности густых дубовых рощах».
| - Платформа и путь - Вид с эскалатора - Вестибюль станции - Электропоезд 81-760/761 «Ока» на станции |

## Путевое развитие
За пассажирской платформой расположены шестистрелочные тупики с ПТО.

## Наземный общественный транспорт
На этой станции можно пересесть на следующие маршруты городского пассажирского транспорта:
- Автобусы: м17, с263, 325, 394, 661, 715, 845

## Станция в цифрах
Пикет ПК0159+56.
- Таблица времени прохождения первого поезда через станцию[22]:

| По чётным числам                           | Будние дни | Выходные дни |
| По нечётным числам                         | Будние дни | Выходные дни |
| В сторону станции «Ломоносовский проспект» | 06:02:00   | 06:02:00     |
| В сторону станции «Ломоносовский проспект» | 05:43:00   | 05:43:00     |